# Chivito
El chivito es un sándwich de carne vacuna y otros ingredientes, generalmente aderezado con mayonesa y acompañado de papas fritas, algunas veces con ensalada rusa u otra guarnición. Se inventó en Punta del Este, Uruguay.

## Historia
Fue creado en los años 1940 por Antonio Carbonaro —hijo de inmigrantes italianos de Calabria—, propietario del desaparecido restaurante El Mejillón de Punta del Este. Dicho restaurante se ubicaba en la esquina de la calle 31 y la rambla Claudio Williman.
El invento del chivito se produjo por "casualidad". Carbonaro contó la historia al periodista Marcelo Gallardo del diario El Correo de Punta del Este: 

Fue una noche complicada; habíamos sufrido un apagón. Cayó una clienta, creo que del norte argentino o chileno, que pidió carne de chivito porque antes de llegar a Punta del Este había pasado por Córdoba, donde la había probado y le había gustado mucho. Como no teníamos dije ya fue y le preparamos un pan tostado con manteca, le agregamos una feta de jamón y un churrasquito jugoso. La mujer quedó encantada. Por suerte, salimos del apuro y sin querer, inventamos el «chivito».
Antonio Carbonaro.

La idea se transformó en un éxito, llegando el restaurante a vender mil chivitos por día.[cita requerida] Dos carnicerías de Punta del Este mantenían su negocio sólo con la carne con la que aprovisionaban a El Mejillón. Nunca se llegó a registrar como marca.
En algunos países, como España, el chivito es un plato común en muchos bares y restaurantes, con la particularidad de que se prepara con carne de pollo en lugar de vacuno.

## Características

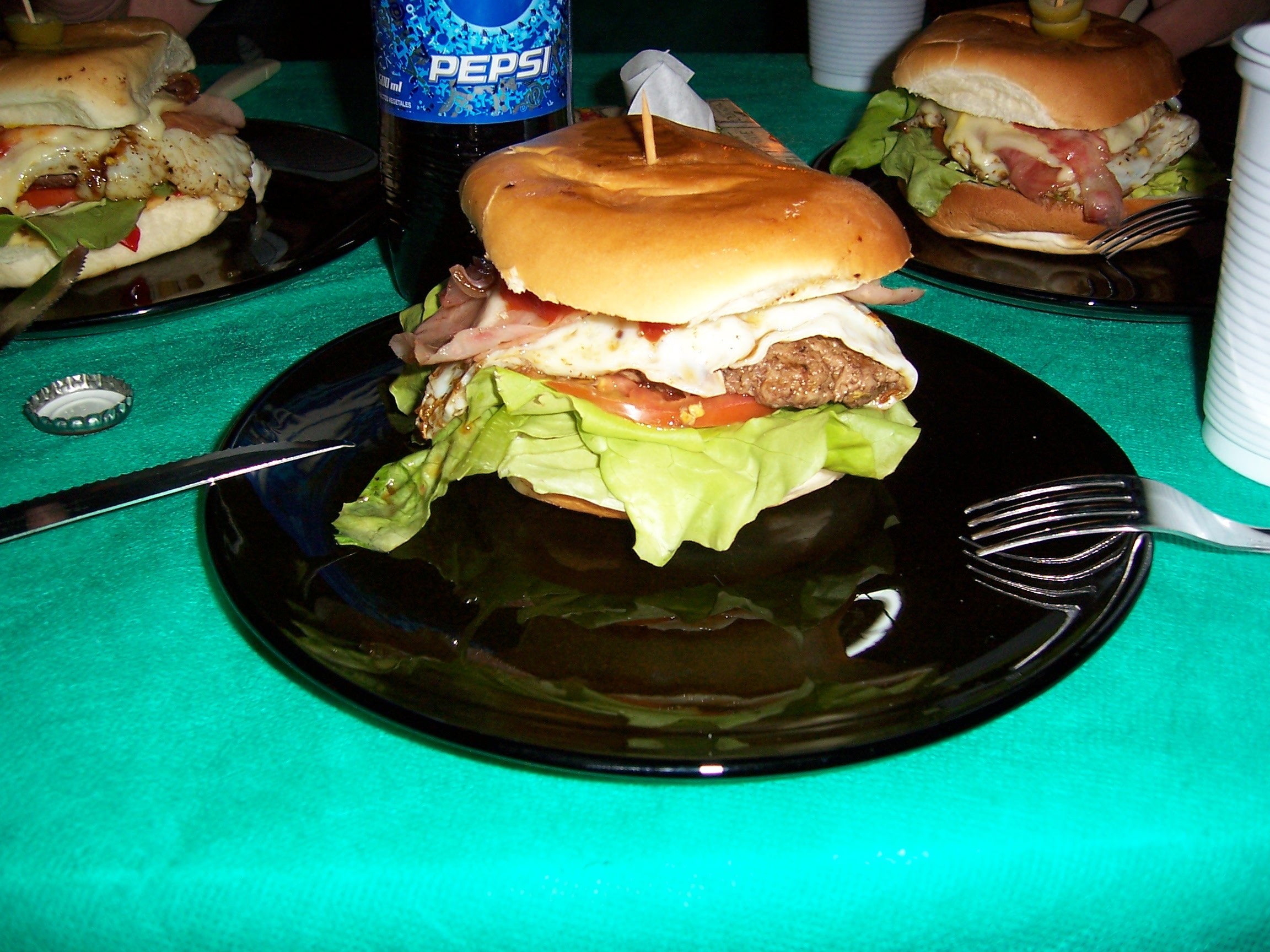
Típico chivito al pan.

Originalmente, el chivito era un sándwich de lomo vacuno salteado en una placa o plancha de chapa. Con el tiempo se hicieron versiones con otras carnes, particularmente de pollo y pescado. También se le fueron incorporando ingredientes y guarniciones. Actualmente suele agregársele jamón cocido, panceta (tocino flaco), queso mozzarella, lechuga, rodajas de tomate, rodajas de huevo duro y morrón (pimiento) y aderezarse con salsa mayonesa. Es común que se lo acompañe con una porción de papas fritas, en ocasiones ensalada rusa u otra guarnición. El chivito suele elaborarse con una variedad de pan conocida como pan catalán o tortuga.

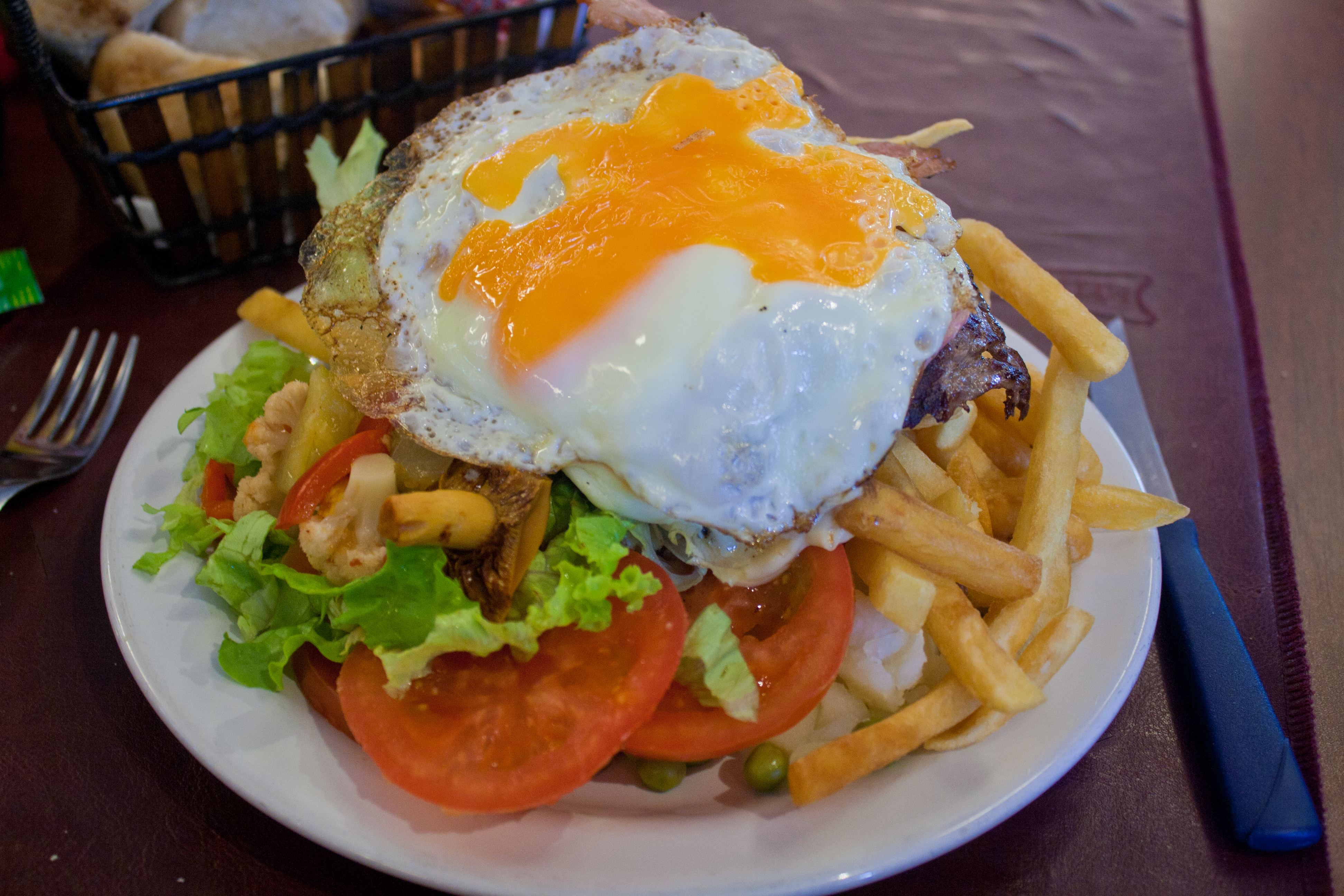
Típico chivito al plato.

Existen diversas variantes de chivito, siendo la más común el llamado chivito canadiense. También se ofrece el llamado chivito al plato, un plato similar al chivito canadiense pero sin pan, por lo que pierde su carácter de sándwich.
El chivito uruguayo no debe ser confundido con el chivito norteño, que algunos creen que se realiza a partir de carne ovina y en realidad es de chivo, o sea, de carne caprina y es un asado característico de las provincias del Noroeste Argentino.[cita requerida]
En Argentina existe un sándwich similar llamado lomito y en Brasil uno conocido como bauru pero realizado con roast beef.
El chivito uruguayo ha sido catalogado como uno de los mejores sándwiches del mundo, obteniendo el tercer puesto entre otros cincuenta sándwiches en 2021.